# Canton de la Haute-Bigorre
Le canton de la Haute-Bigorre est une circonscription électorale française du département des Hautes-Pyrénées.

## Histoire
Un nouveau découpage territorial des Hautes-Pyrénées entre en vigueur à l'occasion des élections départementales de 2015. Il est défini par le décret du 25 février 2014, en application des lois du 17 mai 2013 (loi organique 2013-402 et loi 2013-403). Les conseillers départementaux sont, à compter de ces élections, élus au scrutin majoritaire binominal mixte. Les électeurs de chaque canton élisent au Conseil départemental, nouvelle appellation du Conseil général, deux membres de sexe différent, qui se présentent en binôme de candidats. Les conseillers départementaux sont élus pour 6 ans au scrutin binominal majoritaire à deux tours, l'accès au second tour nécessitant 12,5 % des inscrits au 1er tour. En outre la totalité des conseillers départementaux est renouvelée. Ce nouveau mode de scrutin nécessite un redécoupage des cantons dont le nombre est divisé par deux avec arrondi à l'unité impaire supérieure si ce nombre n'est pas entier impair, assorti de conditions de seuils minimaux. Dans les Hautes-Pyrénées, le nombre de cantons passe ainsi de 34 à 17.
Le canton de la Haute-Bigorre est formé de communes des anciens cantons de Bagnères-de-Bigorre (9 communes), de Campan (4 communes) et de Laloubère (1 commune). Avec ce redécoupage administratif, le territoire du canton s'affranchit des limites d'arrondissements, avec 13 communes incluses dans l'arrondissement de Bagnères-de-Bigorre et une dans celui de Tarbes. Le bureau centralisateur est situé à Bagnères-de-Bigorre.
Par le décret du 29 mars 2019, les limites du cantons sont remaniées, une partie de territoire de la commune d'Arreau étant rattachée à la commune de Campan.

## Représentation
| Période élective | Période élective | Mandat | Mandat   | Identité           | Nuance | Nuance | Qualité |
| ---------------- | ---------------- | ------ | -------- | ------------------ | ------ | ------ | --- |
| 2015             | 2021             | 2015   | 2021     | Jacques Brune      |        | LREM   | Retraité de l'enseignement Maire de Beaudéan depuis 1989 Président de la Communauté de communes Haute-Bigorre depuis 2013 8e vice-président du Conseil Départemental chargé de l’aménagement numérique du territoire                        |
| 2015             | 2021             | 2015   | 2021     | Nicole Darrieutort |        | PRG    | Médecin généraliste Adjointe au maire de Bagnères-de-Bigorre Ancienne conseillère générale du canton de Bagnères-de-Bigorre (2013-2015) 9e vice-présidente du Conseil Départemental chargée de l’action culturelle, sportive et associative |
| 2021             | 2028             | 2021   | en cours | Pierre Brau-Nogué  |        | DVG    | Infirmier et éleveur, Campan |
| 2021             | 2028             | 2021   | en cours | Nicole Darrieutort |        | PRG    | Conseillère sortante, 6ème Vice-Présidente du conseil départemental |

### Résultats détaillés

#### Élections de mars 2015
À l'issue du 1er tour des élections départementales de 2015, deux binômes sont en ballottage : Jacques Brune et Nicole Darrieutort (PRG, 40,07 %) et Isabelle Vaquie et Philippe Viau (PS, 21,44 %). Le taux de participation est de 50,49 % (6 353 votants sur 12 582 inscrits) contre 54,65 % au niveau départemental et 50,17 % au niveau national.
Au second tour, Jacques Brune et Nicole Darrieutort (PRG) sont élus avec 63,65 % des suffrages exprimés et un taux de participation de 49,8 % (3 383 voix pour 6 266 votants et 12 582 inscrits).
Jacques Brune est membre de LREM.

#### Élections de juin 2021
Le premier tour des élections départementales de 2021 est marqué par un très faible taux de participation (33,26 % au niveau national). Dans le canton de la Haute-Bigorre, ce taux de participation est de 41,14 % (5 124 votants sur 12 454 inscrits) contre 39,47 % au niveau départemental. À l'issue de ce premier tour, deux binômes sont en ballottage : Pierre Brau-Nogué et Nicole Darrieutort (Divers, 39,17 %) et Christelle Abadie et Jacques Brune (Divers, 32,94 %).
Le second tour des élections est marqué une nouvelle fois par une abstention massive équivalente au premier tour. Les taux de participation sont de 34,36 % au niveau national, 39,92 % dans le département et 44,2 % dans le canton de la Haute-Bigorre. Pierre Brau-Nogué et Nicole Darrieutort (Divers) sont élus avec 55,55 % des suffrages exprimés (2 734 voix pour 5 497 votants et 12 438 inscrits),,.

## Composition
Le canton de la Haute-Bigorre comprend quatorze communes entières.
| Nom                                         | Code Insee | Intercommunalité       | Superficie (km2) | Population (dernière pop. légale) | Densité (hab./km2) | Modifier                                    |
| ------------------------------------------- | ---------- | ---------------------- | ---------------- | --------------------------------- | ------------------ | ------------------------------------------- |
| Bagnères-de-Bigorre (bureau centralisateur) | 65059      | CC de la Haute-Bigorre | 125,86           | 7 060 (2022)                      | 56                 | modifier les données · modifier les données |
| Antist                                      | 65016      | CC de la Haute-Bigorre | 2,43             | 187 (2022)                        | 77                 | modifier les données · modifier les données |
| Asté                                        | 65042      | CC de la Haute-Bigorre | 26,67            | 572 (2022)                        | 21                 | modifier les données · modifier les données |
| Astugue                                     | 65043      | CC de la Haute-Bigorre | 7,96             | 265 (2022)                        | 33                 | modifier les données · modifier les données |
| Beaudéan                                    | 65078      | CC de la Haute-Bigorre | 16,70            | 392 (2022)                        | 23                 | modifier les données · modifier les données |
| Campan                                      | 65123      | CC de la Haute-Bigorre | 95,41            | 1 264 (2022)                      | 13                 | modifier les données · modifier les données |
| Gerde                                       | 65198      | CC de la Haute-Bigorre | 6,93             | 1 194 (2022)                      | 172                | modifier les données · modifier les données |
| Hiis                                        | 65221      | CC de la Haute-Bigorre | 3,03             | 265 (2022)                        | 87                 | modifier les données · modifier les données |
| Labassère                                   | 65238      | CC de la Haute-Bigorre | 10,09            | 231 (2022)                        | 23                 | modifier les données · modifier les données |
| Montgaillard                                | 65320      | CC de la Haute-Bigorre | 9,64             | 813 (2022)                        | 84                 | modifier les données · modifier les données |
| Neuilh                                      | 65328      | CC de la Haute-Bigorre | 2,39             | 94 (2022)                         | 39                 | modifier les données · modifier les données |
| Ordizan                                     | 65335      | CC de la Haute-Bigorre | 5,89             | 515 (2022)                        | 87                 | modifier les données · modifier les données |
| Pouzac                                      | 65370      | CC de la Haute-Bigorre | 7,58             | 1 108 (2022)                      | 146                | modifier les données · modifier les données |
| Trébons                                     | 65451      | CC de la Haute-Bigorre | 10,19            | 757 (2022)                        | 74                 | modifier les données · modifier les données |
| Canton de la Haute-Bigorre                  | 6504       |                        | 330,77           | 14 717 (2022)                     | 44                 | modifier les données                        |

## Démographie
En 2022, le canton comptait 14 717 habitants, en évolution de −2,56 % par rapport à 2016 (Hautes-Pyrénées : +1,59 %, France hors Mayotte : +2,11 %).
| 2013   | 2018   | 2022   |
| ------ | ------ | ------ |
| 15 246 | 14 809 | 14 717 |